# Seznam míšeňských markraběnek

Znak Míšeňska

Toto je seznam míšeňských markraběnek, manželek markrabat panujících v Míšeňském markrabství, které bylo územním státem na hranici Svaté říše římské od roku 963. V roce 1423 se spojilo s Vévodstvím sasko-wittenberským a roku 1547 se stalo součástí Saského kurfiřtství. 

## Míšeňské markraběnky

### Nedynastické, 963–985
| Obrázek                                                   | jméno                                                     | otec                                                      | narozena                                                  | sňatek                                                    | markraběnkou od                                           | markraběnkou do                                           | úmrtí                                                     | manžel |
| --------------------------------------------------------- | --------------------------------------------------------- | --------------------------------------------------------- | --------------------------------------------------------- | --------------------------------------------------------- | --------------------------------------------------------- | --------------------------------------------------------- | --------------------------------------------------------- | ------ |
|                                                           | Svanhilda Saská                                           | Heřman Billung, vévoda saský (Billungové)                 | 945/955                                                   | 970                                                       | 970                                                       | 3. srpna 979 úmrtí manžela                                | 26. listopadu 1014                                        | Dětmar |
| jméno Rikdagovy manželky není známo, ale měl několik dětí | jméno Rikdagovy manželky není známo, ale měl několik dětí | jméno Rikdagovy manželky není známo, ale měl několik dětí | jméno Rikdagovy manželky není známo, ale měl několik dětí | jméno Rikdagovy manželky není známo, ale měl několik dětí | jméno Rikdagovy manželky není známo, ale měl několik dětí | jméno Rikdagovy manželky není známo, ale měl několik dětí | jméno Rikdagovy manželky není známo, ale měl několik dětí | Rikdag |

### Ekkehardingská dynastie, 985–1046
| Obrázek                                                                                              | jméno                                                                                                | otec                                                                                                 | narozena                                                                                             | sňatek                                                                                               | markraběnkou od                                                                                      | markraběnkou do                                                                                      | úmrtí                                                                                                | manžel     |
| --- | --- | --- | --- | --- | --- | --- | --- | ---------- |
| | Svanhilda Saská                                                                                      | Heřman Billung, vévoda saský (Billungové)                                                            | 945/955                                                                                              | před rokem 1000                                                                                      | před rokem 1000                                                                                      | 30. dubna 1002 úmrtí manžela                                                                         | 26. listopadu 1014                                                                                   | Ekhard I.  |
| Jméno Gunzelinovy manželky není známo, měla však několik dětí a byla sestrou Boleslava I. Chrabrého. | Jméno Gunzelinovy manželky není známo, měla však několik dětí a byla sestrou Boleslava I. Chrabrého. | Jméno Gunzelinovy manželky není známo, měla však několik dětí a byla sestrou Boleslava I. Chrabrého. | Jméno Gunzelinovy manželky není známo, měla však několik dětí a byla sestrou Boleslava I. Chrabrého. | Jméno Gunzelinovy manželky není známo, měla však několik dětí a byla sestrou Boleslava I. Chrabrého. | Jméno Gunzelinovy manželky není známo, měla však několik dětí a byla sestrou Boleslava I. Chrabrého. | Jméno Gunzelinovy manželky není známo, měla však několik dětí a byla sestrou Boleslava I. Chrabrého. | Jméno Gunzelinovy manželky není známo, měla však několik dětí a byla sestrou Boleslava I. Chrabrého. | Gunzelin   |
| | Regelinda Polská                                                                                     | Boleslav I. Chrabrý (Piastovci)                                                                      | 989                                                                                                  | 1002/1003                                                                                            | po srpnu 1009 nástup manžela"                                                                        | 21. března po roce 1014                                                                              | 21. března po roce 1014                                                                              | Heřman I.  |
| | Uta z Ballenstedtu                                                                                   | Adalbert I. z Ballenstedtu (Askánci)                                                                 | 1000                                                                                                 | – | 1032 nebo 1038 nástup manžela"                                                                       | 23. října, před rokem 1046                                                                           | 23. října, před rokem 1046                                                                           | Ekhard II. |

### Dynastie Výmarských z Orlamünde, 1046–1062
| Obrázek | jméno               | otec                                    | narozena  | sňatek | markraběnkou od | markraběnkou do    | úmrtí            | manžel       |
| ------- | ------------------- | --------------------------------------- | --------- | ------ | --------------- | ------------------ | ---------------- | ------------ |
|         | Gertruda Brunšvická | Ekbert I., míšeňský markrabě (Brunovci) | 1060      | 1101/2 | 1101/2          | 1103 úmrtí manžela | 9. prosince 1117 | Jindřich I.  |
|         | Adéla ze Stade      | Udo II. Nordmarský (Udovci)             | 1098–1106 | –      | –               | 1123 úmrtí manžela | –                | Jindřich II. |

### Dynastie Brunovců, 1067–1089
| Obrázek | jméno           | otec                                           | narozena | sňatek          | markraběnkou od           | markraběnkou do             | úmrtí                 | manžel     |
| ------- | --------------- | ---------------------------------------------- | -------- | --------------- | ------------------------- | --------------------------- | --------------------- | ---------- |
|         | Imilla Turínská | Oldřich Manfred II. Turínský (Arduinovci)      | –        | 1058            | ledna 1048 nástup manžela | 28. září 1057 úmrtí manžela | 1078, před 29. dubnem | Ekbert I.  |
|         | Oda Výmarská    | Ota I., míšeňský markrabě (Výmarští-Orlamünde) | –        | před rokem 1080 | před rokem 1080           | 1089 svržení manžela        | 1111                  | Ekbert II. |

### Dynastie Wettinů, 1089–1123
| Obrázek | jméno            | otec                                           | narozena | sňatek | markraběnkou od     | markraběnkou do               | úmrtí          | manžel   |
| ------- | ---------------- | ---------------------------------------------- | -------- | ------ | ------------------- | ----------------------------- | -------------- | -------- |
|         | Kunhuta Výmarská | Ota I., míšeňský markrabě (Výmarští-Orlamünde) | –        | 1110   | 1123 nástup manžela | 22. května 1124 úmrtí manžela | 8. června 1140 | Wiprecht |

### DynastieGrojčů, 1123–1124
| Obrázek | jméno          | otec                                                            | narozena | sňatek          | markraběnkou od     | markraběnkou do                  | úmrtí | manžel |
| ------- | -------------- | --------------------------------------------------------------- | -------- | --------------- | ------------------- | -------------------------------- | ----- | ------ |
|         | Adéla Lovaňská | Lambert II Lovaňský nebo jeho bratr Reginar Lovaňský (Lovaňští) | –        | před rokem 1060 | 1062 nástup manžela | počátkem roku 1067 úmrtí manžela | 1083  | Ota I. |

### Dynastie Wettinů, 1124–1547
| Obrázek | jméno                                | orec                                                                  | narozena           | sňatek               | markraběnkou od                       | markraběnkou do                     | úmrtí                                  | manžel        |
| --- | ------------------------------------ | --------------------------------------------------------------------- | ------------------ | -------------------- | ------------------------------------- | ----------------------------------- | -------------------------------------- | ------------- |
| | Luitgarda Elchingensko-Ravensteinská | Adalbert z Elchingen-Ravensteinu                                      | –                  | před rokem 1119      | 1123 jmenování manžela                | 19. června 1145                     | 19. června 1145                        | Konrád        |
| | Hedvika Braniborská                  | Albrecht I. Medvěd (Askánci)                                          | 1124/35            | 1144/7               | 5. února 1157 zavraždění manžela      | 18. února 1190 úmrtí manžela        | konec března 1203                      | Otto II       |
| | Žofie Přemyslovna                    | Bedřich, český kníže (Přemyslovci)                                    | před rokem 1176    | 23. dubna 1186       | 18. února 1190 zavraždění manžela     | 24. května 1195                     | 24. května 1195                        | Albrecht I.   |
| (1195–1198) Přímá vláda Jindřicha VI. Štaufského |                                      |                                                                       |                    |                      |                                       |                                     |                                        |               |
| | Jutta Durynská                       | Heřman I. Durynský (Ludvíkovci)                                       | 1184               | 1194                 | 1198 manžel znovu získal Míšeň        | 18. ledna 1221 úmrtí manžela        | 6. srpna 1235                          | Dětřich I.    |
| | Konstancie Babenberská               | Leopold VI. Babenberský, vévoda rakouský (Babenberkové)               | –                  | 1. května 1234       | 1. května 1234                        | před 5. červnem 1243                | před 5. červnem 1243                   | Jindřich III. |
| | Anežka Přemyslovna                   | Václav I., král český (Přemyslovci)                                   | –                  | 1244                 | 1244                                  | 10. srpna 1268                      | 10. srpna 1268                         | Jindřich III. |
| | Alžběta z Maltic                     | Oldřich z Maltic                                                      | 1238/9             | před rokem 1273      | před rokem 1273                       | 15. února 1288 úmrtí manžela        | 25. ledna 1333                         | Jindřich III. |
| | Alžběta z Orlamünde                  | Heřmann III, hrabě z Orlamünde                                        | 1270               | před 1. říjnem 1290  | před 1. říjnem 1290                   | 1292 sesazení manžela               | před 24. březnem 1333                  | Albrecht II.  |
| | Kateřina Bavorská                    | Jindřich XIII, vévoda Bavorský (Wittelsbachové)                       | 9. června 1267     | 1287                 | 1289 zavraždění manžela               | 16. srpna 1291 úmrtí manžela        | 9. ledna 1310                          | Bedřich Tuta  |
| | Juta z Hennebergu                    | Bertold VIII., hrabě z Hennebergu (Hennebergové)                      | 1272               | 22. července 1295    | 1292 zavraždění manžela               | 10. prosince 1307 úmrtí manžela     | 25. dubna 1317                         | Dětřich II.   |
| | Anežka Goricko-Tyrolská              | Menhart II. Tyrolský (Menhardovci)                                    | –                  | 1. června 1285       | 1292 zavraždění manžela               | 14. května 1293                     | 14. května 1293                        | Bedřich I.    |
| | Alžběta z Lobdeburg-Arnshaugku       | Otto, hrabě z Lobdeburg-Arnshaugku                                    | 1286               | 24. srpna 1300       | 24. srpna 1300                        | 16. listopadu 1323 úmrtí manžela    | 22. srpna 1359                         | Bedřich I.    |
| | Matylda Bavorská                     | Ludvík IV., císař Svaté říše (Wittelsbachové)                         | po 21. červnu 1313 | počátek května 1323  | počátek května 1323                   | 2. července 1346                    | 2. července 1346                       | Bedřich II.   |
| | Kateřina z Hennebergu                | Jindřich XII, hrabě z Hennebergu (Hennebergové)                       | 1334               | 1344/6               | 18. listopadu 1349 zavraždění manžela | 21. května 1381 úmrtí manžela       | 15. července 1397                      | Bedřich III.  |
| | Markéta Norimberská                  | Albrecht Norimberský (Hohenzollernové)                                | 1359               | 22. července 1374    | 22. července 1374                     | 13. listopadu 1382 Kamenické dělení | mezi 1. květnem 1389 a 16. srpnem 1391 | Baltazar      |
| | Alžběta Moravská                     | Jan Jindřich, markrabě moravský (Lucemburkové)                        | 1355               | 1366                 | 1366                                  | 20. listopadu 1400                  | 20. listopadu 1400                     | Vilém I.      |
| | Anna Brunšvicko-Göttingenská         | Ota Brunšvicko-Göttingenský (Welfové)                                 | 1387               | před 7. květnem 1402 | před 7. květnem 1402                  | 10. února 1407 úmrtí manžela        | 27. října 1426                         | Vilém I.      |
| | Kateřina Brunšvicko-Lüneburská       | Jindřich Brunšvicko-Lüneburský (Welfové)                              | 1395               | 8. února 1402        | 10. února 1407 zavraždění manžela     | 4. ledna 1428 úmrtí manžela         | 28. prosince 1442                      | Bedřich IV.   |
| | Amélie Mazovská                      | Zemovít IV. Mazovský (Piastovci)                                      | 1396/9             | 16. května 1413      | 16. května 1413                       | 30. března 1425 úmrtí manžela       | po 17. květnu 1424                     | Vilém II.     |
| | Anna Schwarzburská                   | Günther XV, hrabě z Schwarzburský (Schwarzburgové)                    | –                  | 1407                 | 10. února 1407 zavraždění manžela     | 16. ledna 1431                      | 16. ledna 1431                         | Bedřich V.    |
| Po Altenburském dělení z 26. září 1445 došlo k pokusu o rozdělení saských zemí mezi dva syny Bedřicha IV. Bedřicha VI. a Viléma III. Poté, co si však Bedřich VI. vybral západní část (Durynsko) místo Míšně, Vilém III. odmítl jeho volbu, čímž začala válka mezi oběma bratry. Bedřich VI. nakonec získal Míšeň a Vilém III. Durynsko. |                                      |                                                                       |                    |                      |                                       |                                     |                                        |               |
| | Markéta Habsburská                   | Arnošt Habsburský (Habsburkové)                                       | 1416/17            | 3. června 1431       | 3. června 1431                        | 7. září 1464 úmrtí manžela          | 12. února 1486                         | Bedřich VI.   |
| Lipské dělení z 26. srpna 1485 rozdělilo saské země mezi dva syny Bedřicha VI. Albrechta IV. a Arnošta. Albrecht IV. získal Míšeň a zde si zřídil svůj dvůr. |                                      |                                                                       |                    |                      |                                       |                                     |                                        |               |
| | Zdenka z Poděbrad                    | Jiří z Kunštátu a Poděbrad, král český (z Poděbrad)                   | 14. listopadu 1449 | 11. listopadu 1464   | 11. listopadu 1464                    | 12. září 1500 úmrtí manžela         | 1. února 1510                          | Albrecht IV.  |
| | Barbora Jagellonská                  | Kazimír IV. Jagellonský, král polský (Jagellonci)                     | 15. července 1478  | 21. listopadu 1496   | 12. září 1500 zavraždění manžela      | 15. února 1534                      | 15. února 1534                         | Jiří          |
| | Kateřina Meklenburská                | Magnus II., vévoda meklenbursko-zvěřínský a güstrowský (Meklenburští) | 1487               | 6. července 1512     | 17. dubna 1539 nástup manžela         | 18. srpna 1541 úmrtí manžela        | 6. června 1561                         | Jindřich IV.  |
| | Anežka Hesenská                      | Filip I. Hesenský (Hesenští)                                          | 31. května 1527    | 9. ledna 1541        | 18. srpna 1541 zavraždění manžela     | 24. dubna 1547 stala se kurfiřtkou  | 4. listopadu 1555                      | Mořic         |
| Po velkém dělení v rodě Wettinů se Míšeň dostala pod nadvládu Saského kurfiřtství (dále viz Seznam saských vévodkyň, kurfiřtek a královen). |                                      |                                                                       |                    |                      |                                       |                                     |                                        |               |